# Pavona duerdeni

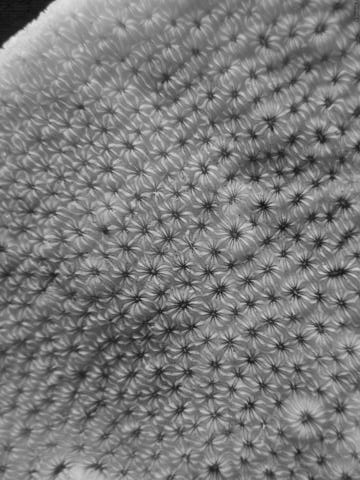
Disposición de coralitos en el corallum de la colonia.

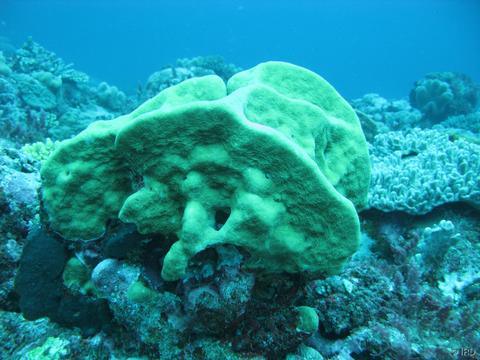
Colonia de Pavona duerdeni in situ, Nueva Caledonia.

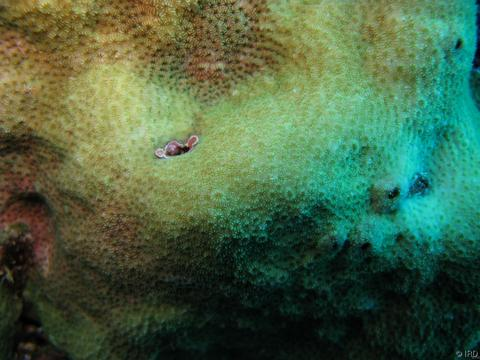
Primer plano de Pavona duerdeni in situ.

Pavona duerdeni es una especie de coral de la familia Agariciidae, y pertenece al grupo de los corales duros, orden Scleractinia.
Es un coral hermatípico, por lo que, tras la muerte del coral, su esqueleto contribuye a la generación de nuevos arrecifes en la naturaleza.

## Morfología
Colonias de morfología masiva, con lóbulos en forma de crestas, "discos" o lomas paralelas, o irregulares. Los lóbulos tienen superficie lisa, forma semicircular y crecen horizontalmente; cada uno tiene de entre 5 a 15 cm de altura, y 2 a 5 cm de ancho. Coralitos pequeños, que dan una apariencia suave a la superficie de la colonia, menores de 4 mm de diámetro, en forma de estrella y con 20 a 24 septos ligeramente exsertos; de ellos, 8 son notablemente más gruesos que los demás. Los septos tienen apariencia rugosa ya que están cubiertos por abundantes granulaciones. Están interconectados por septocostae prominentes, dispuestos en dos órdenes alternos.

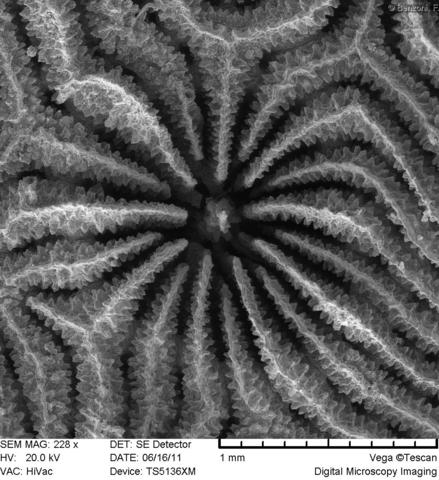
Vista calicular de coralito en el corallum de Pavona duerdeni, mediante microscopio digital a 228x aumentos.

Los pólipos se expanden solo por la noche. De color gris uniforme, crema o marrón. 
Las colonias alcanzan los 3 metros de diámetro, siendo de las mayores colonias coralinas de tipo masivo.

## Hábitat y distribución
Es una especie no común. Este coral está asociado a arrecifes rocosos superficiales, y principalmente se localiza en zonas de alta dinámica del agua. También se le puede encontrar en áreas con rocas y fondos arenosos, en el sur del Golfo de California y Hawái. Su rango de profundidad está entre los 3 y 25 m de profundidad. Aunque se han localizado en profundidades entre 0 y 76 m, y en un rango de temperatura entre 22.06 y 28.78 °C.
Su distribución geográfica comprende las aguas tropicales del océano Indo-Pacífico, desde África oriental, incluido el mar Rojo, hasta el Pacífico oriental. Es especie nativa de Arabia Saudí, Australia, Baréin, Birmania, Camboya, Cocos, Colombia, Comoros, islas Cook, Costa Rica, Ecuador, Egipto, Emiratos Árabes Unidos, Eritrea, Filipinas, Fiyi, India, Indonesia, Irán, Irak, Israel, Japón, Jordania, Kenia, Kiribati, Kuwait, Madagascar, Malasia, Maldivas, islas Marianas del Norte, islas Marshall, isla Mauricio, Mayotte, México, Micronesia, Mozambique, isla Navidad, Nauru, Niue, Nueva Caledonia, Omán, Pakistán, Palaos, Panamá, Papúa Nueva Guinea, Polinesia, Catar, Reunión, Samoa, islas Salomón, Seychelles, Singapur, Somalia, Sri Lanka, Sudáfrica, Sudán, Taiwán, Tailandia, Tanzania, Tokelau, Tonga, Tuvalu, Vanuatu, Vietnam, Wallis y Futuna, Yemen y Yibuti.

## Alimentación
Los pólipos contienen algas simbióticas; mutualistas, ambos organismos se benefician de la relación, llamadas zooxantelas. Las algas realizan la fotosíntesis produciendo oxígeno y azúcares, que son aprovechados por los pólipos, y se alimentan de los catabolitos del coral, especialmente fósforo y nitrógeno. Esto les proporciona del 70 al 95% de sus necesidades alimenticias. El resto lo obtienen atrapando plancton y materia disuelta en la columna de agua.
En este último caso, el género tiene especies con una enorme capacidad autotrófica, esto es, que tienen la habilidad de captar simples sustancias inorgánicas, como por ejemplo el dióxido de carbono, y transformarlas en sustancias orgánicas para su nutrición.

## Reproducción
Este coral es gonocórico, o de sexos separados, y produce gametos que son liberados en la columna de agua. Las larvas deambulan por la columna de agua hasta que se posan y fijan en el lecho marino, una vez allí se convierten en pólipos y comienzan a secretar carbonato cálcico para construir su esqueleto, o coralito. Posteriormente, se reproducen asexualmente por gemación, dando origen a otros ejemplares, y conformando así la colonia.